# Jonathan Valois
Pour les articles homonymes, voir Valois.
Jonathan Valois (7 février 1971 à Sorel - ) est un homme politique québécois. 

## Biographie

### Jeunesse et formation
Jonathan Valois est titulaire d'un baccalauréat en science politique à l'Université du Québec à Montréal en 1993 et d'une maîtrise en sociologie à l'Université de Montréal en 2000. Il complète une scolarité de doctorat en sociologie à cette même université en 2003. 
Il est attaché politique et responsable des dossiers jeunesse de 1997 à 1999, chargé de cours à l'Université de Montréal en 2001 et enseignant en sociologie aux cégeps de Saint-Laurent, de Drummondville et de Shawinigan de 2001 à 2003.

### Carrière politique
Ancien conseiller politique d'André Boisclair (ministre des Relations avec les citoyens et à l'Immigration du 4 décembre 1996 au 15 décembre 1998) et de François Legault (ministre d’État à l’Éducation et à la Jeunesse du 15 décembre 1998 au 13 novembre 2001), il a été élu député du Parti québécois dans la circonscription de Joliette à l'Élection générale québécoise de 2003 et ne s'est pas représenté à l'élection suivante en 2007.
Lors de son passage à l’Assemblée nationale, il coécrit le Rapport des mousquetaires qui mettait en garde le Parti québécois sur la nécessaire modernisation du discours souverainiste et identitaire et sur les nouvelles formes d’implication politique des jeunes générations.
Il est président du Parti québécois de 2009 à 2011 au moment où Pauline Marois en était la cheffe. Il termina le mandat de Monique Richard devenue député de Marguerite-D’Youville. Il a aussi été président du Comité national des jeunes du Parti québécois.
Il est un ancien participant du Parlement étudiant du Québec.
Après la victoire de la Coalition avenir Québec aux élections générales d'octobre 2018, il devient chef de cabinet de Mathieu Lacombe, ministre de la Famille du gouvernement François Legault.

### Vie après la politique
Depuis octobre 2023, Jonathan Valois est vice-président de la firme montréalaise d’affaires publiques Mongeau Pellerin & Co. Il est également lobbyiste pour le compte de Biron Groupe Santé. Il représente les intérêts d’entreprises privées comme Medfar International, spécialisée dans les dossiers médicaux électroniques, et LGI Solutions Santé, qui commercialise des logiciels destinés aux établissements de santé. Il représente aussi la Fédération des médecins spécialistes du Québec et l’ordre professionnel des technologistes médicaux du Québec.